# Vallásalap
III. Károly magyar király 1733-ban külön lelkészpénztárt (cassa parochorum) létesített évi 16 000 forint javadalmazással, melynek az volt a rendeltetése, hogy belőle a kevésbé jól ellátott plébánosokat segítsék. Innen a Cassa parochorum elnevezés. Ez a királyi intézkedés volt a kiindulópontja a Vallásalap keletkezésének, melybe 1786-ban néhány feloszlatott szerzetesrend és eltörölt kolostorok javait és földbirtokait (200 ezer hold) is beolvasztották. Ebbe az alapba került a megszüntetett prépostságok vagyona is, valamint az üresedésben lévő egyházi javadalmak jövedelmei is. Ide kerültek azok a pénzösszegek is, amelyek a nyilvános árveréseken eladott templomi edények, kelyhek, képek – sajnos hamar szétszóródó műtárgyak – után befolytak.  ezen alap gyarapítására szolgáltak még a magyar főpapság által várerődítési segély címen fizetett összegek is. I. Ferenc magyar király 1796-ban kiadott rendelete Magyarország prímása és az esztergomi érsek számára 150 ezer forintban, a többi érsek számára 60 ezer forintban maximálta a megtartható főpapi jövedelmet, a többletpénzt pedig be kellett fizetni a Vallásalapba. A főpapság ezt a szolgáltatását királyi és pápai beleegyezéssel 1858-ban három millió forintnak a Vallásalapba befizetésével megváltotta. A Vallásalap jelentős pénzvagyon és számos birtok és épület tulajdonosa volt. Ezek igazgatását a Helytartótanács irányította, és a számvevőség segítségével ellenőrizte a birtokokat kezelő alkalmazottak számadásait. A Vallásalap jövedelmeit katolikus istentiszteleti célokra, egyházi építkezésekre, papnevelő intézetek fenntartására, a 300 forintban megállapított kongruának (papi fizetéspótlék; az egyházi forrásból kapott illetmény állami kiegészítése) ez összegre való kiegészítésével (sustentatio congrua 'megfelelő ellátás') szegény plébánosok segélyezésére fordították. Az 1880. május 21-én kelt legfelsőbb határozattal a Vallásalap és a tanulmányi alap kezelésének ellenőrzését részben egyházi, részben világi férfiakból álló 15 tagú felügyelő és ellenőrző bizottságra ruházták. A bizottságnak csak ellenőrző és véleményező hatásköre volt; de ha a miniszter a bizottság véleményétől eltérően akart intézkedni, mindig köteles volt a király legmagasabb elhatározását végrehajtani.
1935-ben a Vallásalapnak 87 319 kh, a Tanulmányi Alapnak 27 816 kh birtoka volt. Az alapokra felügyelő és kezelésüket – ami a VKM hatásköre volt – ellenőrző bizottságot a dualizmus idején állította fel a főkegyúr, a király. Ennek elnöke a mindenkori hercegprímás, a vegyes bizottság tagjai a püspöki kar kiküldöttjei, illetve az állam által delegált világi katolikusok voltak.
A Magyar Katolikus Vallásalap vagyona az 1945-ös földosztásig kizárólag a római katolikus vallás céljait szolgálta Magyarországon.  Jogi értelemben a Vallásalap 1952-ig fennmaradt, mint a Vallás- és Közoktatásügyi Minisztérium által működtetett elkülönített pénzalap.